# Santa Maria de Emeres
Santa Maria de Emeres is een plaats (freguesia) in de Portugese gemeente Valpaços en telt 519 inwoners (2001).